# Ford Fusion (Europa)
Ford Fusion reunește avantajele unei mașini de familie cu cele ale monovolumelor de clasă mică. Cu o gardă la sol înălțată, un spațiu interior mai generos decât Fiesta ineditul modelul Ford s-a plasat la granția dintre MPV și SUV.
În noiembrie 2005 a fost pusă în vânzare o versiune revizuită a Fusion. Tabloul de bord are design nou și este construită din materiale de înaltă calitate.
Fusion era fabricat la uzina Ford din Köln și exportat în peste de 50 de țări. Ford Fusion a fost înlocuit de modelul Ford B-MAX.